# Walworth (condado de Walworth, Wisconsin)
Walworth es un pueblo ubicado en el condado de Walworth en el estado estadounidense de Wisconsin. En el Censo de 2010 tenía una población de 1702 habitantes y una densidad poblacional de 21,29 personas por km².

## Geografía
Walworth se encuentra ubicado en las coordenadas 42°34′5″N 88°37′44″O / 42.56806, -88.62889. Según la Oficina del Censo de los Estados Unidos, Walworth tiene una superficie total de 79.94 km², de la cual 73.25 km² corresponden a tierra firme y (8.36%) 6.68 km² es agua.

## Demografía
Según el censo de 2010, había 1702 personas residiendo en Walworth. La densidad de población era de 21,29 hab./km². De los 1702 habitantes, Walworth estaba compuesto por el 97.12% blancos, el 0.35% eran afroamericanos, el 0.06% eran amerindios, el 0.06% eran asiáticos, el 0% eran isleños del Pacífico, el 1.53% eran de otras razas y el 0.88% pertenecían a dos o más razas. Del total de la población el 5.58% eran hispanos o latinos de cualquier raza.